# Wendover (Utah)
Wendover es una ciudad ubicada en el condado de Tooele en el estado estadounidense de Utah. En el año 2000 tenía una población de 1.537 habitantes y un estimado de 1.632 para 2006.

## Geografía
Wendover se encuentra ubicado en un valle adyacente a las faldas del Monte Oquirrh, cerca del Salar o Salina de Bonneville. Según la  Oficina del Censo, la localidad tiene un área total de 16,7 km² (6,4 mi²), de la cual toda es tierra.

## Demografía
Según la Oficina del Censo en 2000, había 1.537 personas y 327 familias residentes en el lugar, 90,96% de los cuales eran personas de raza blanca y cerca del 1,5% personas nativas de los Estados Unidos.
Según la Oficina del Censo en 2000 los ingresos medios por hogar en la localidad eran de $31,196, y los ingresos medios por familia eran $29,722. Los hombres tenían unos ingresos medios de $18,417 frente a los $20,682 para las mujeres. La renta per cápita para la localidad era de $10,794. Alrededor del 26.1% de la población estaban por debajo del umbral de pobreza.